# Renátó Kun
Renátó Kun (ur. 25 lutego 1986)  – węgierski zapaśnik walczący w stylu klasycznym. Zajął trzecie miejsce w Pucharze Świata w 2010. Drugi na MŚ juniorów w 2005. Mistrz Węgier w 2009, 2010, 2012 i 2014 roku.